# 1981 في الفلبين
فيما يلي قوائم الأحداث التي وقعت خلال عام 1981 في الفلبين.

## سياسة

### انتهاء فترة المنصب
- 30 يونيو – فرديناند ماركوس رئيس وزراء الفلبين.

## مواليد

### يناير
- 19 يناير – باولو بوجيا لاعب كرة سلة فلبيني.
- 19 يناير – كيربي ريموندو لاعب كرة سلة فلبيني.

### مارس
- 22 مارس – مارك أندايا لاعب كرة سلة فلبيني.

### أبريل
- 22 أبريل – بويت باوتيستا لاعب كرة سلة فلبيني.

### مايو
- 5 مايو – بول أرتادي لاعب كرة سلة فلبيني.
- 7 مايو – غوين غارسي عارضة فلبينية.
- 9 أغسطس – رودل مايول ملاكم فلبيني.

### يونيو
- 10 يونيو – أرويند سانتوس لاعب كرة سلة فلبيني.

### يوليو
- 30 يوليو – إرفين سوتو لاعب كرة سلة فلبيني.

### أغسطس
- 9 أغسطس – رودل مايول ملاكم فلبيني.

### أكتوبر
- 15 أكتوبر – رونالد توبيد لاعب كرة سلة فلبيني.
- 16 أكتوبر – مارك بينجريس لاعب كرة سلة فلبيني.

### نوفمبر
- 3 نوفمبر – مارك كاردونا لاعب كرة سلة فلبيني.
- 10 نوفمبر – جاي واشنطن لاعب كرة سلة فلبيني.

### ديسمبر
- 8 ديسمبر – راندل دي أوكامبو لاعب كرة سلة فلبيني.

## وفيات

### يناير
- 1 يناير – سيفيرينو غارسيا (مواليد 1906) ملاكم فلبيني.